# رابرت مورسکو
رابرت مورسکو (انگلیسی: Robert Moresco؛ زادهٔ ۱ آوریل ۱۹۵۱) یک هنرپیشه، تهیه‌کننده، کارگردان، و فیلم‌نامه‌نویس اهل ایالات متحده آمریکا است.
وی همچنین برنده جوایزی همچون جایزه اسکار بهترین فیلم‌نامه غیراقتباسی شده است.